# Noppriga tights och moonboots
Noppriga tights och moonboots, musikalbum av det svenska trallpunkbandet Räserbajs. Kom ut 1995 och blev Räserbajs första och sista riktiga album. Titeln till skivan är tagen från den sista låten Kulturfabriken.

## Låtarna på albumet
| Nr  | Titel                             | Längd | Notering                                                                   |
| --- | --------------------------------- | ----- | -------------------------------------------------------------------------- |
| 1.  | Alinge Texas                      | 3.00  |                                                                            |
| 2.  | B.Stjärt, C.Tilt o. gissa den 3:e | 2.46  |                                                                            |
| 3.  | Jag, Legend                       | 2.48  |                                                                            |
| 4.  | I Magen På Anette                 | 2.15  |                                                                            |
| 5.  | Kollektiv Avrättning              | 2.29  |                                                                            |
| 6.  | O-låten                           | 1.00  | Cover på låt från Fem myror är fler än fyra elefanter                      |
| 7.  | Intelligensreserven               | 3.12  |                                                                            |
| 8.  | Frihet                            | 2.06  | Cover på låt skriven av punkbandet Organiserat Vanvett.                    |
| 9.  | Kommandoran                       | 1.44  |                                                                            |
| 10. | Spriten Rädda Mig Från Sporten    | 3.24  |                                                                            |
| 11. | Fina Flickor                      | 2.24  |                                                                            |
| 12. | Interna Klubben                   | 2.45  |                                                                            |
| 13. | Kulturfabriken                    | 14.57 | Innehåller 3 st "gömda" spår. Dessa är "Eva", "Lonely cowboy" & "Madelene" |